# Saint-Sauveur, Hautes-Alpes
Saint-Sauveur är en kommun i departementet Hautes-Alpes i regionen Provence-Alpes-Côte d'Azur i sydöstra Frankrike. Kommunen ligger  i kantonen Embrun som ligger i arrondissementet Gap. År 2022 hade Saint-Sauveur 493 invånare.

## Befolkningsutveckling
Antalet invånare i kommunen Saint-Sauveur
Referens:INSEE